# Gerber (konwencja brydżowa)
Gerber jest konwencją brydżową opracowaną przez amerykańskiego eksperta Johna Gerbera.
W oryginalnym opracowaniu autora odzywka 4♣ w większości sekwencji licytacyjnych była sztucznym pytaniem o ilość asów w ręce partnera, obecnie większość par używa tej odzywki tylko po naturalnej odzywce bez atu (w innych sekwencjach 4♣ ma zazwyczaj inne znaczenie, np. cue bid lub Splinter). Odpowiedzi po Gerberze są zazwyczaj bardzo proste - 4♦ pokazuje zero asów, 4♥ to jeden as, 4♠ to 2 asy. Część z par używa "skróconego" Gerbera (podobnie jak Blackwooda):
- 4♦ to 0 lub 3 asy
- 4♥ to 1 lub 4 asy
- 4♠ to 2 asy i zero króli
- 4BA to 2 asy i jeden król, itd.

Niektóre pary używają trochę zmienionych odpowiedzi na pytanie 4♣, odzywki 4♦ i 4♥ mają zamienione znaczenia i pierwszy szczebel pokazuje 1 lub 4 asy, a drugi szczebel obiecuje 0 lub 3 asy.